# Kanton Calais-Nord-Ouest
Calais-Nord-Ouest (Nederlands: Calais-Noordwest) is een voormalig kanton van het Franse departement Pas-de-Calais. Het kanton maakte deel uit van het arrondissement Calais.
Bij de reorganisatie in maart 2015 ging het kanton op in het nieuwgevormde kanton Calais-2.

## Gemeenten
Het kanton Calais-Nord-Ouest omvatte de volgende gemeenten:
- Bonningues-lès-Calais
- Calais (deels, hoofdplaats)
- Coquelles
- Escalles
- Fréthun
- Nielles-lès-Calais
- Peuplingues
- Saint-Tricat
- Sangatte